# Едуард Бельо
Едуард Бельо (ісп. Eduard Bello, нар. 20 січня 1995, Куа) — венесуельський футболіст, півзахисник мексиканського клубу «Масатлан».
Виступав, зокрема, за клуби «Карабобо» та «Депортес Антофагаста», а також національну збірну Венесуели.

## Клубна кар'єра
Народився 20 січня 1995 року в місті Куа. Вихованець футбольної школи клубу «Яракуянос». Дорослу футбольну кар'єру розпочав 2013 року в основній команді того ж клубу, в якій провів один сезон, взявши участь у 20 матчах чемпіонату. 
Своєю грою за цю команду привернув увагу представників тренерського штабу клубу «Карабобо», до складу якого приєднався 2014 року. Відіграв за команду з Валенсії наступні три сезони своєї ігрової кар'єри. Більшість часу, проведеного у складі «Карабобо», був основним гравцем команди.
У 2018 році уклав контракт з клубом «Депортес Антофагаста», у складі якого провів наступні чотири роки своєї кар'єри гравця. Граючи у складі «Депортес Антофагаста» також здебільшого виходив на поле в основному складі команди.
До складу клубу «Масатлан» приєднався 2022 року. Станом на 5 липня 2024 року відіграв за команду з Масатлана 25 матчів в національному чемпіонаті.

## Виступи за збірну
У 2018 році дебютував в офіційних матчах у складі національної збірної Венесуели.
У складі збірної був учасником розіграшу Кубка Америки 2024 року у США.
| Дата       | Місто         | Господарі         | Результат          | Гості     | Турнір                          | Голи | Примітки |
| ---------- | ------------- | ----------------- | ------------------ | --------- | ------------------------------- | ---- | -------- |
| 11-9-2018  | Панама        | Панама            | 0 – 2              | Венесуела | товариський матч                | -    | 78'      |
| 16-10-2018 | Барселона     | ОАЕ               | 0 – 2              | Венесуела | товариський матч                | -    | 57'      |
| 5-9-2021   | Ліма          | Перу              | 1 – 0              | Венесуела | Відбір до ЧС 2022               | -    | 83'      |
| 9-9-2021   | Асунсьйон     | Парагвай          | 2 – 1              | Венесуела | Відбір до ЧС 2022               | -    | 22'      |
| 7-10-2021  | Каракас       | Венесуела         | 1 – 3              | Бразилія  | Відбір до ЧС 2022               | -    | 59' 79'  |
| 10-10-2021 | Каракас       | Венесуела         | 2 – 1              | Еквадор   | Відбір до ЧС 2022               | 1    | 88'      |
| 14-10-2021 | Сантьяго      | Чилі              | 3 – 0              | Венесуела | Відбір до ЧС 2022               | -    | 61'      |
| 16-11-2021 | Каракас       | Венесуела         | 1 – 2              | Перу      | Відбір до ЧС 2022               | -    | 70'      |
| 1-6-2022   | Та-Калі       | Мальта            | 0 – 1              | Венесуела | товариський матч                | -    | 80'      |
| 9-6-2022   | Мурсія        | Саудівська Аравія | 0 – 1              | Венесуела | товариський матч                | -    | 46'      |
| 24-3-2023  | Джидда        | Саудівська Аравія | 1 – 2              | Венесуела | товариський матч                | -    | 71'      |
| 28-3-2023  | Джидда        | Узбекистан        | 1 – 1              | Венесуела | товариський матч                | -    | 42' 70'  |
| 12-10-2023 | Куяба         | Бразилія          | 1 – 1              | Венесуела | Відбір до ЧС 2026               | 1    | 79'      |
| 17-10-2023 | Матурін       | Венесуела         | 3 – 0              | Чилі      | Відбір до ЧС 2026               | -    | 46'      |
| 22-6-2024  | Санта-Клара   | Еквадор           | 1 – 2              | Венесуела | Копа Америка 2024 - 1-й етап    | 1    | 46'      |
| 26-6-2024  | Інглвуд       | Венесуела         | 1 – 0              | Мексика   | Копа Америка 2024 - 1-й етап    | -    | 71'      |
| 30-6-2024  | Остін (Техас) | Ямайка            | 0 – 3              | Венесуела | Копа Америка 2024 - 1-й етап    | 1    |          |
| 5-7-2024   | Арлінгтон     | Венесуела         | 1 – 1 (3 - 4 п.п.) | Канада    | Копа Америка 2024 - чвертьфінал | -    | 84'      |
| Усього     |               | Матчів            | 18                 |           | Голів                           | 4    |          |